# Космос-461
Космос-461 (ДС-У2-МТ) — один з військових супутників СРСР з додатково встановленим на ньому приладом для вимірювання космічних рентгенівських і гамма променів. Супутник запущений на орбіту 2 грудня 1971 року.

## Інструменти
Основним науковим інструментом на супутнику був всеспрямований детектор жорстких рентгенівських і гамма променів на основі кристала NaI (Tl). Розмір кристала — 70х70 мм, ефективна площа — 57.5 кв.см. Поверхнева щільність речовини пасивного захисту — 1 г / кв.см. Антизбіжного захисту на детекторі не було. Для зменшення потоку вторинних заряджених часток, що виникають в тілі супутника під впливом космічних променів великих енергій, детектор розташовувався на довгій виносної штанзі.
Зважаючи на значний вкладу наведеного радіоактивного фону (особливо після прольоту через область Південної атлантичної аномалії) в реєстровану швидкість лічби детектора для подальшого аналізу даних використовувалися дані тільки першого дня роботи детектора до прольоту супутника області з великою щільністю заряджених частинок (Південної атлантичної аномалії).

## Основні результати
Отримано спектр космічного фонового випромінювання в діапазоні енергій 30 кеВ-4 МеВ. Вимірювання показали гарну згоду з попередніми вимірами на супутниках Рейнджер-3 і Аполлон-15 на енергіях вище 400—500 кеВ, однак практично вперше вдалося виміряти спектр космічного фону на енергіях 20-200 кеВ. Загальні (для багатьох інструментів, в тому числі і для спектрометра на борту Космос-461) складності відділення сигналу космічного фону від паразитного сигналу, створюваного наведеної радіацією в детектуючої кристалі в області енергій 1-2 МеВ, приводили до того, що спектр гамма-фону Всесвіту на ці енергії був значно переоцінений аж до експериментів на орбітальних обсерваторіях SMM і CGRO в 80-90х роках XX століття.
Перше незалежне підтвердження існування феномену гамма сплесків. З використанням результатів спостережень апаратури на супутнику Космос-461 отримано розподіл частоти появи гамма сплесків як функція їх яскравості.

## Інші наукові експерименти на супутниках серії Космос
- Космос-208
- Космос-251
- Космос-264
- Космос-428